# Кузнецы (Гордеевский район)
Кузнецы — село в Гордеевском районе Брянской области, в составе Уношевского сельского поселения. Расположено в 8,5 км к юго-западу от села Уношево, в 17 км к западу от Гордеевки. Население — 228 человек (2010).

## История
Основано П. Корецким в середине XVIII века как слобода; позднее во владении Кулябко-Корецких и их наследников (казачьего населения не имела). До 1818 года входила в приход села Великоудёбного; в 1814—1818 была построена каменная Покровская церковь (не действует, полуразрушена).
До 1781 года входило в Новоместскую сотню Стародубского полка; с 1782 по 1921 в Суражском уезде (с 1861 — в составе Уношевской волости); в 1921—1929 в Клинцовском уезде (Уношевская, с 1924 Гордеевская волость). В 1880-х гг. была открыта церковно-приходская школа. До начала XX века проводилась ежегодная ярмарка.
С 1929 года в Гордеевском районе, а в период его временного расформирования — в Клинцовском (1963—1966), Красногорском (1967—1985) районе.
До 1961 года — центр Кузнецкого сельсовета, в 1961—1971 в Уношевском, в 1971—2005 в Ямновском сельсовете.

## Известные уроженцы
- Лысенко, Иван Никифорович — Герой Советского Союза, старший сержант, принимал участие в штурме Рейхстага и 30 апреля 1945 года водрузил Красное Знамя на его втором этаже.